# Cervières (Loire)
Cervières é uma comuna francesa na região administrativa da Auvérnia-Ródano-Alpes, no departamento do Loire. Estende-se por uma área de 7.56 km². Em 2010 a comuna tinha 121 habitantes (densidade: 16 hab./km²).